# Tomáš Halász
Tomáš Halász (* 25. května 1990 v Košicích) je slovenský hokejový brankář.

## Hráčská kariéra
Tomáš Halász je košickým odchovancem. V nejvyšší slovenské soutěži debutoval v sezóně 2009/2010, kdy za HC Košice odchytal 9 zápasů s 89 % úspěšností zákroků. V sezóně 2010/2011 vytvořil v Košicích duo s Júliusem Hudáčkem. Příležitost dostal v třinácti zápasech, ve kterých dosáhl úspěšnosti zásahů 94,27 %, v premiéře inkasoval jen 1,48 gólu a vychytal 4 čistá konta. V sezóně 2011/2012 odchytal v Košicích jen 4 zápasy, dosáhl v nich 88 % úspěšnosti zákroků. V následující sezóně 2012/2013 oblékal barvy českého Olomouce, zároveň si vyzkoušel i pozici brankářské dvojky v extraligových Vítkovicích. V sezóně 2011/2013 působil v Olomouci, s kterým vybojoval postup do Tipsport extraligy. V 25 zápasech dosáhl 95% úspešnosti s 1,62 gólu na zápas. Před sezónou 2014/2015 se dohodl na smlouvě s Pardubicemi.. V sezóně 2014/2015 ještě hostoval v Prostějově, kde odehrál 2 zápasy. Poté hostoval v Jihlavské Dukle, kde odehrál 4 zápasy. V sezóně 2015/2016 hraje v Košicích.

## Ocenění a úspěchy
- 2011 SHL – Nejlepší brankář v průměru inkasovaných branek za zápas
- 2013 1.ČHL – Nejlepší průměr obdržených branek za zápas
- 2013 1.ČHL – Nejvíce čistých nul
- 2013 Postup s týmem HC Olomouc do ČHL

## Prvenství
- Debut v ČHL – 21. září 2014 (HC ČSOB Pojišťovna Pardubice proti HC Olomouc)
- První inkasovaný gól v ČHL – 21. září 2014 (HC ČSOB Pojišťovna Pardubice proti HC Olomouc, slovenským útočníkem Martinem Cibákem)

## Reprezentace
| Rok                    | Tým                    | Soutěž                 | Z | V | P | R | MIN | OG | ČK | POG  | %ChS |
| ---------------------- | ---------------------- | ---------------------- | - | - | - | - | --- | -- | -- | ---- | ---- |
| 2010                   | Slovensko 20           | MSJ                    | 4 | 1 | 2 | 0 | 207 | 14 | 0  | 4.07 | 87.2 |
| Juniorská reprezentace | Juniorská reprezentace | Juniorská reprezentace | 4 | 1 | 2 | 0 | 207 | 14 | 0  | 4.07 | 87.2 |